# Шостя Віталій Костянтинович
Віталій Костянтинович Шо́стя (нар. 22 квітня 1942, Акбулак) — український графік-плакатист, професор. Член Спілки художників УРСР з 1970 року, член-кореспондент Національної академії мистецтв України з 2001 року.

## Біографія
Народився 22 квітня 1942 року в смт Акбулак Оренбурзької області РРФСР. 1970 року закінчив Київський художній інститут (навчався у Олександра Данченка і Сергія Подерв'янського), відтоді викладає в ньому:
- з 1970 року — викладач кафедри графічних мистецтв;
- з 1990 року — доцент кафедри графічних мистецтв;
- з 1993 року — професор;
- у 1992—2004 роках — завідувач кафедри графічних мистецтв;
- у 1996—2004 роках — декан факультету образотворчого мистецтва.

З 1988 року — керівник навчально-творчої майстерні графічного дизайну. У 2004 році ініціював, створив і очолив кафедру графічного дизайну.

## Твори
плакати:
- «Хай щастить» (1978);
- «Рости великий» (1982);
- «Даруй словам святую силу» (1988);
- «Прочитайте знову тую славу!» (1988);
- «І всякий день перед нами — стид наш…» (1989);
- «Ожиємо, брати, ожиєм!» (1990);
- «О, слово! Будь мечем моїм» (1991);
- «Прозріте, люди, день настав!» (1991).

плакати до художніх фільмів:
- «Село Качка» (1977);
- «Дударики» (1980);
- «Поганий хазяїн шкодить природі і собі» (1986);
- «Кап, кап, кап, кап…» (1986);
- «Зона» (1991).

## Відзнаки
- нагороджений орденом «Знак Пошани» (1986)[1];
- заслужений діяч мистецтв УРСР з 1991 року;
- народний художник України з 2008 року[2].